# UFC 187
UFC 187：约翰逊对科米尔（UFC 187: Johnson vs. Cormier）是终极格斗冠军赛（UFC）主办的一场综合格斗赛事，于2015年5月23日在美国内华达州拉斯维加斯的米高梅大花园体育馆举行。

## 结果
1. ↑  UFC轻重量级冠军战
2. ↑  UFC中量级冠军战